# Elsa Lüthi-Ruth

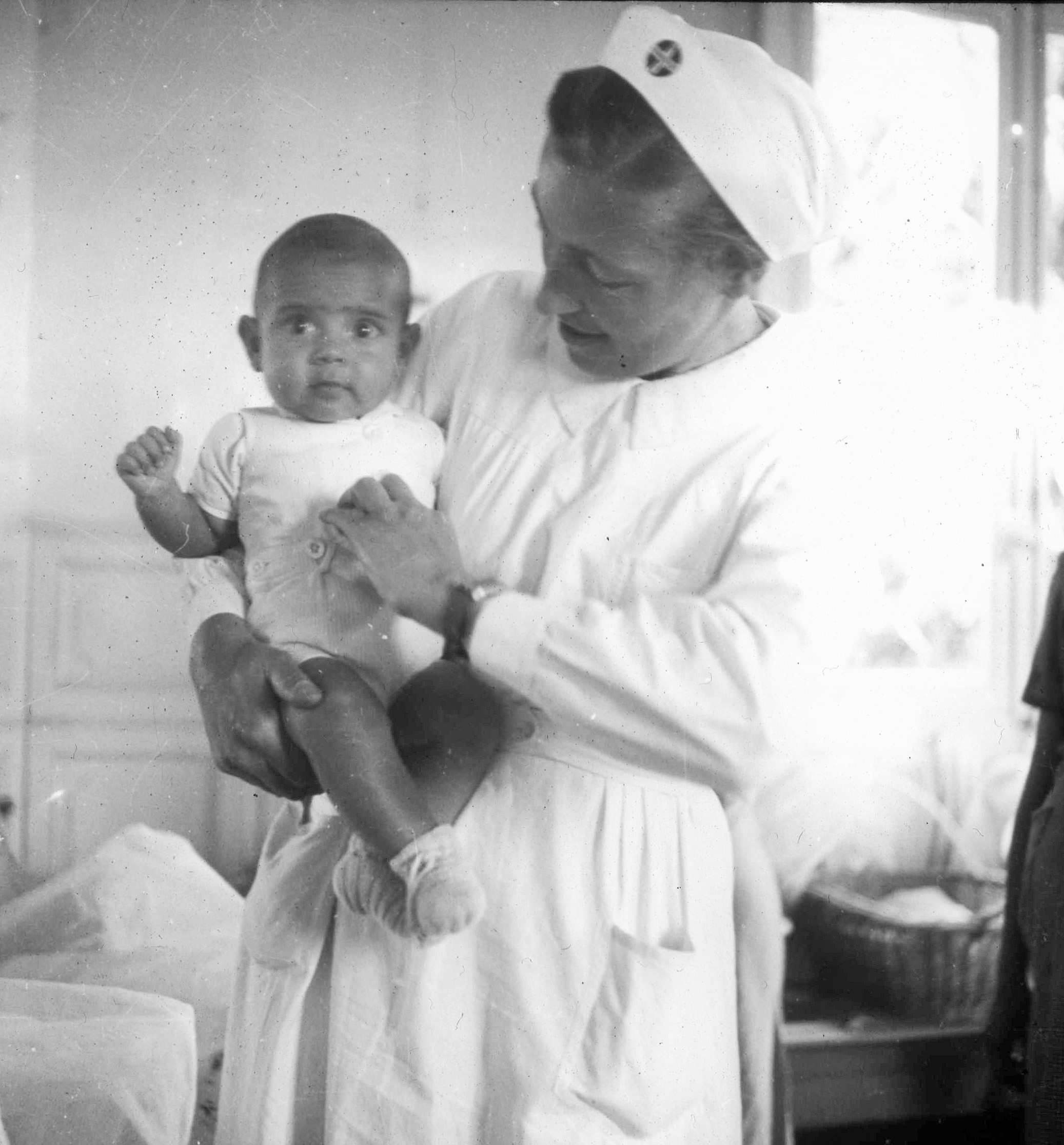
Elsa Ruth, Rivesaltes

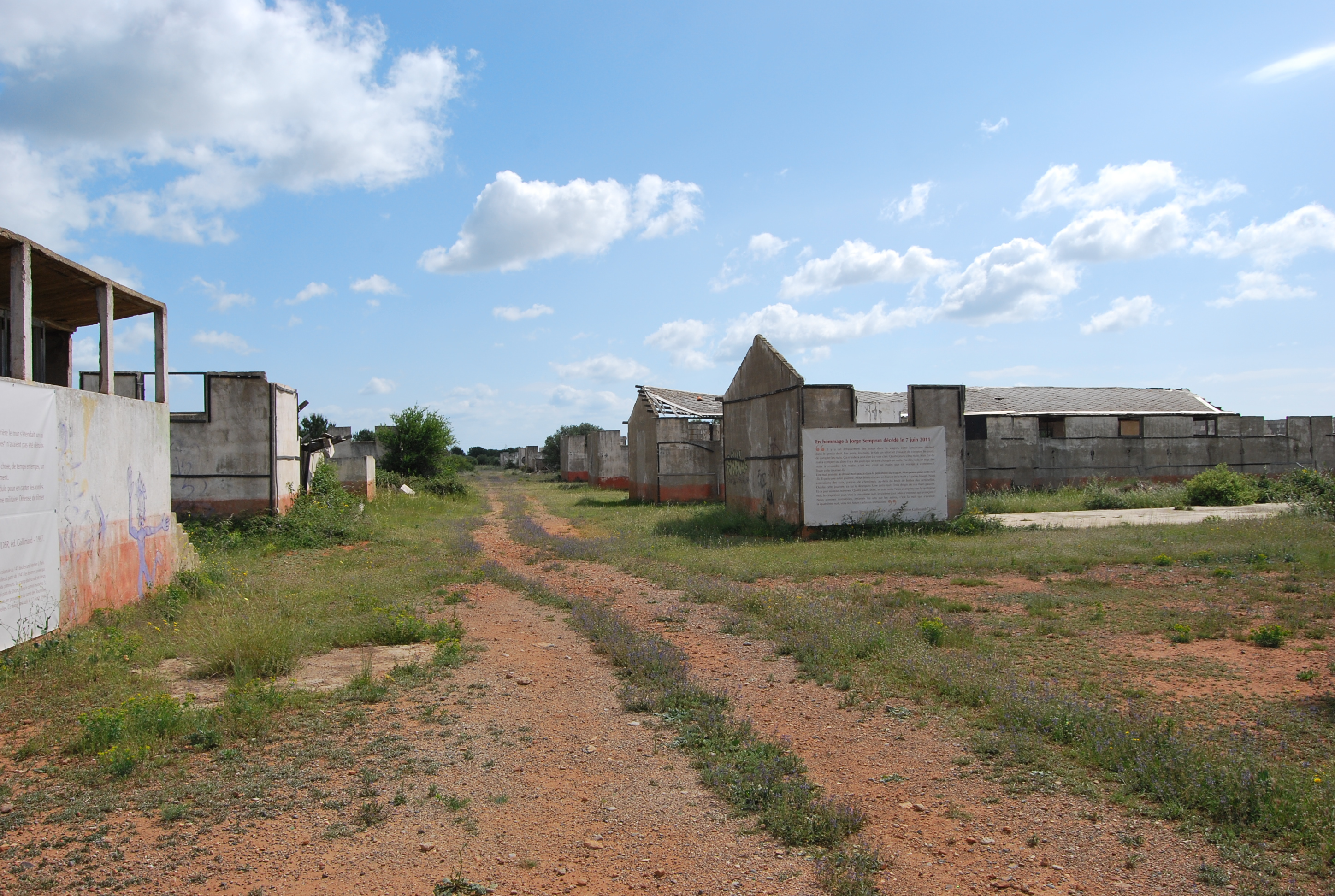
Camp de Rivesaltes (2013)

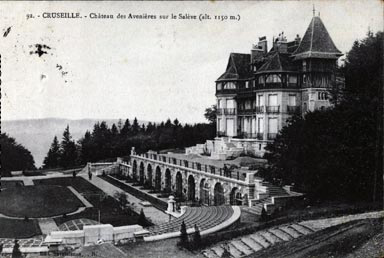
Kinderkolonie im Château des Avenières, Cruseilles 1942–1944

Elsa Lüthi-Ruth (* 20. März 1909 in St. Gallen; † 17. August 2005 in Worb) war eine Schweizer Krankenschwester.

## Leben
Elsa Ruth wurde als Zweitälteste von vier Kindern geboren und wuchs zweisprachig in St. Gallen, Genf, Bern und Luzern auf. Ihr Vater betrieb ein Kleidergeschäft. In Luzern besuchte sie die Sekundar- und Handelsschule, die sie 1927 mit einem Diplom abschloss. 1927 bis 1930 arbeitete als Sekretärin und Fremdsprachenkorrespondentin in Luzern, Genf, Paris und London.
1931 bis 1934 machte sie die Krankenschwesternausbildung in Luzern, Zürich und Bern und liess sich zur Operations- und Narkoseschwester ausbilden. 1935 bis 1937 arbeitete sie als Ober-, Operations- und Narkoseschwester am Schweizer Spital Ospedale Internazionale in Neapel, wo man ihr die Intensivpflege von Kindern anvertraute, denen man nur wenig Überlebenschancen gab. Im Jahr 1937 reiste sie zwei Mal als Schiffskrankenschwester nach Australien.
Während der Mobilmachung der Schweizer Armee 1939 war sie Oberschwester in Biel. Zusammen mit Elsbeth Kasser meldete sie sich zum Frauenhilfsdienst (FHD), wo sie mehrmals Züge mit verwundeten russischen und alliierten Soldaten im Rahmen des Gefangenenaustauschs begleiteten.
In den Jahren 1940 bis 1944 arbeitete sie für die Schweizerische Arbeitsgemeinschaft für kriegsgeschädigte Kinder (ab 1942 Kinderhilfe des Schweizerischen Roten Kreuzes) in der Maternité suisse d’Elne und leitete von 1940 bis 1941 die Kantine und Säuglingsabteilung für unterernährte Kinder in Auch (Département Gers), wo sie stellvertretende Direktorin der Schweizerischen Delegation der Kinderhilfe in der unbesetzten Südzone (Vichy-Regime) war.
1941 und 1942 arbeitete sie mit Friedel Bohny-Reiter und Vivette Hermann (später Samuel) im französischen Internierungslager Rivesaltes, wo sie die «Schweizer Baracke» gründete, in der sie für die Kinderbetreuung, die Verteilung von Zusatznahrung sowie für die Pflege der Kranken zuständig war. 1942 wurde sie beauftragt im Château des Avenières in Cruseilles (Département Haute-Savoie) eine Krankenstation (Station Médicale) mit Häusern für unterernährte, geschwächte und kränkliche Kleinkinder, Schulkinder und Jugendliche aufzubauen, die sie bis 1944 leitete.
Nach Kriegsende übernahm sie für die Schweizer Spende die Leitung des Kinderheimes «Beau-Soleil» in Gstaad, wo kriegsgeschädigte Kinder aus Frankreich, Kroatien und der Tschechoslowakei betreut wurden.
Von 1952 bis 1959 half sie ihrem Mann in dessen Schreinereibetrieb. Nach seinem Tod leitete sie von 1960 bis 1969 das Inselheim, ein Rekonvaleszentenheim auf dem Areal des Inselspitals in Bern. 1999 zog sie ins Altersheim Vechigen-Worb.
Der Nachlass befindet sich im Archiv für Zeitgeschichte in Zürich.